# Стрижак, Павел Григорьевич
Павел Григорьевич Стрижак (13 сентября 1922 года, с. Должик, ныне Золочевского района Харьковской области — 28 марта 1944 года, в районе г. Броды Львовской области) — командир батареи 313-го гвардейского артиллерийского полка 121-й гвардейской Гомельской стрелковой дивизии 13-й армии 1-го Украинского фронта, гвардии капитан, Герой Советского Союза.

## Биография

### Ранние годы
Павел Стрижак родился 13 сентября 1922 года в селе Должик Харьковской губернии Украинской ССР в семье крестьянина. Украинец. Образование среднее. Жил в Харькове. В Красной Армии с 1939 года. Окончил Одесское артиллерийское училище имени. К. Е. Ворошилова (1941).

### Участие в Великой Отечественной войне
Участник Великой Отечественной войны с декабря 1941 года. Сражался на Западном, Брянском, Белорусском и 1-м Украинском фронтах. Член ВКП(б) с 1943 года.
Под Орлом только в одном бою батарея Стрижака уничтожила 3 танка, 2 самоходных орудия и сотни гитлеровских солдат и офицеров.
В марте 1944 года Стрижак отличился при освобождении Червоноармейского района Ровненской области Украины.
Командир батареи 313-го гвардейского артиллерийского полка (121-я гвардейская Гомельская стрелковая дивизия, 13-я армия, 1-й Украинский фронт) гвардии капитан Павел Стрижак отличился в бою 28 марта 1944 года в районе города Броды Львовской области Украины. Противник бросил в атаку до двух батальонов пехоты и 18 танков «Тигр» при поддержке авиации. Танки с десантами автоматчиков прорвались в советскую оборону, угрожая окружением отдельных частей 121-й гвардейской Гомельской стрелковой дивизии. Под сильным миномётным и пулемётным огнём противника Стрижак развернул орудия своей батареи и открыл огонь по противнику. Будучи тяжело ранен в грудь, Павел Стрижак не оставил своего поста и первыми выстрелами подбил головной танк врага. Последующими залпами орудий поджёг ещё 3 танка и уничтожил до роты фашистской пехоты. В разгар боя Стрижак был вторично тяжело ранен, но, несмотря на это, остался у орудия. Благодаря героическим действиям Стрижака, противник был обращён в бегство. Сам Павел Стрижак в том бою пал смертью героя.
Похоронен в городе Червоноармейск Ровненской области Украины.
Указом Президиума Верховного Совета СССР от 23 сентября 1944 года за образцовое выполнение боевых заданий командования на фронте борьбы с немецко-фашистскими захватчиками и проявленные при этом мужество и героизм, гвардии капитану Стрижаку Павлу Григорьевичу посмертно присвоено звание Героя Советского Союза.

## Память
- В посёлке Золочев Харьковской области и в городе Радивилов установлены бюсты героя; его именем названы школа[3], кинотеатр и улица.
- В Харькове у фасада здания, где до войны находилась 15-я артиллерийская спецшкола (теперь профессионально-техническое училище № 4), установлена памятная стела. На ней высечены имена воспитанников школы, отдавших жизнь за Родину в годы Великой Отечественной войны, в том числе и имя имя Героя Советского Союза П. Г. Стрижака.

## Награды
- Медаль «Золотая Звезда»;
- орден Ленина;
- два ордена Отечественной войны 2-й степени;
- орден Красной Звезды.